# Ливанов, Николай Александрович
Николай Александрович Ливанов (20 ноября 1876, Саратов — 7 декабря 1974, Казань) — зоолог, доктор биологических наук, профессор Казанского университета, заслуженный деятель науки РСФСР (1942) и Татарской АССР.

## Биография
В 1900 году окончил естественное отделение физико-математического факультета Казанского университета и был оставлен профессорским стипендиатом по кафедре зоологии, сравнительной анатомии и эмбриологии. В 1907 году защитил магистерскую диссертацию, посвященную морфологическому исследованию примитивной пиявки. В 1914 году в Петербургском университете защитил диссертацию на степень доктора зоологии и сравнительной анатомии.
Профессор кафедры зоологии, сравнительной анатомии и физиологии физико-математического факультета Московского университета (1918—1922).
Профессор и заведующий кафедрой зоологии беспозвоночных Казанского университета, в 1947—1970 годах — профессор этой кафедры. До 1933 года заведовал кафедрой зоологии в Казанском ветинституте.
Организатор и первый директор (1945—1949) Биологического института Казанского филиала Академии наук СССР.
Автор более 50 научных работ, посвященных решению эволюционно-морфологических вопросов. В качестве объекта исследований он избрал высших червей, которые являются центральной группой беспозвоночных, так как у них впервые в животном мире появляются системы органов, характерные для высокоорганизованных животных. При изучении тонкого строения нервной системы полихет им был установлен состав и функциональное значение нервных клеток в центральной нервной системе. На основе изучения организации высших червей Ливанов дал новое объяснение вторичной полости тела — целома. Провел детальное исследование анатомии щетинконосной пиявки Acanthobdella pelidina. Полученные им данные вошли во второй том «Руководства по зоологии» (М., 1937—1940). В 1945 году в «Учёных записках Казанского университета», а затем отдельным изданием вышла его монография «Пути эволюции животного мира — анализ организации главнейших типов животного мира» (М., 1955), в которой на основе систематического анализа животных в единстве с условиями окружающей среды Ливанов расширяет и углубляет теоретические положения о ходе эволюционного процесса, выдвинутые крупнейшим зоологом-эволюционистом академиком Н. А. Северцовым. Полагал, что погонофоры произошли от полихет, что позже полностью подтвердилось.
Награждён орденами Ленина и Трудового Красного Знамени (1944), медалью «За доблестный труд в Великой Отечественной войне 1941—1945 гг.».